# Maja Dunfjeld
Maja Hilma Dunfjeld, född 20 mars 1947 i Namdalen i Norge, är en sydsamisk konsthistoriker och rådgivare inom duodji.
Maja Dunfjeld är dotter till duodji-konstnären Lars Dunfjeld och syster till juristen Leif Dunfjeld. Hon utbildade sig i konsthantverk och pedagogik på Statens lærerhøgskole i forming i Oslo 1989 och har en doktorsgrad i konsthistoria från Universitetet i Tromsø från 2001.
Hon har bland annat arbetat som lärare i Snåsa, konsulent i duodji för de sydsamiska områdena från 1980, lektor vid Samiska högskolan i Kautokeino och chef för Stiftelsen Duodjeinstituhtta. Den sista tiden som yrkesaktiv var hon chef för kulturcentret Sijti Jarnge i Hattfjelldal.
I sin doktorsavhandling Tjaalehtjimmie: form og innhold i sørsamisk ornamentikk behandlade hon fyra grupper objekt som är förknippade med samedräkten: hornskedar (tjåerviebuste), vandringsstavar (klaahka), mjölkskålar (naehpie) och bröstkläden (boengeskuvmie). Hennes utgångspunkt är att samisk utsmyckningskonst är både praktisk, estetisk och kommunikativ. Ornamentiken speglar en holistisk samisk religion, "där 'bissie', det heliga, är en del av vardagen och genomströmmar hela tillvaron".